# Championnats d'Amérique du Nord de patinage artistique 1947
Navigation
Édition précédente Édition suivante
Les 12e championnats d'Amérique du Nord de patinage artistique ont lieu les 28 et 29 mars 1947 à l'Auditorium d'Ottawa dans la province de l'Ontario au Canada. C'est la troisième fois qu'Ottawa organise les championnats nord-américains après les éditions de 1923 et 1931.
Quatre épreuves y sont organisées: messieurs, dames, couples artistiques et danse sur glace.
La danse sur glace fait son apparition aux championnats nord-américains. Il faut attendre 1952 pour la voir apparaître aux mondiaux et 1954 pour les championnats européens.
Les épreuves Messieurs et Couples font leur retour après les annulations des éditions 1943 et 1945 à cause de la Seconde Guerre mondiale.

## Podiums
| Épreuves                            | Or                                   | Argent                           | Bronze                            |
| ----------------------------------- | ------------------------------------ | -------------------------------- | --------------------------------- |
| Messieurs résultats détaillés       | Dick Button                          | James Grogan                     | Wallace Diestelmeyer              |
| Dames résultats détaillés           | Barbara Ann Scott                    | Janette Ahrens                   | Yvonne Sherman                    |
| Couples résultats détaillés         | Suzanne Morrow / Wallace Distelmeyer | Yvonne Sherman / Robert Swenning | Karol Kennedy / Peter Kennedy     |
| Danse sur glace résultats détaillés | Lois Waring / Walter Bainbridge      | Ann Davies / Carleton Hoffner    | Marcella Willis / Frank Davenport |

## Tableau des médailles
| Rang  | Nation     | Or | Argent | Bronze | Total |
| ----- | ---------- | -- | ------ | ------ | ----- |
| 1     | États-Unis | 2  | 4      | 3      | 9     |
| 2     | Canada     | 2  | 0      | 1      | 3     |
| Total | Total      | 4  | 4      | 4      | 12    |

## Détails des compétitions

### Messieurs
| Rang | Nom                  | Pays       |
| ---- | -------------------- | ---------- |
| 1    | Dick Button          | États-Unis |
| 2    | James Grogan         | États-Unis |
| 3    | Wallace Diestelmeyer | Canada     |
| 4    | Norris Bowden        | Canada     |
| 5    | John Lettengarver    | États-Unis |
| 6    | Roger Wickson        | Canada     |
| 7    | Gerrard Blair        | Canada     |

### Dames
| Rang    | Nom               | Pays       |
| ------- | ----------------- | ---------- |
| 1       | Barbara Ann Scott | Canada     |
| 2       | Janette Ahrens    | États-Unis |
| 3       | Yvonne Sherman    | États-Unis |
| 4       | Suzanne Morrow    | Canada     |
| 5       | Eileen Seigh      | États-Unis |
| 6       | Marilyn Ruth Take | Canada     |
| 7       | Shirley Lander    | États-Unis |
| Forfait | Gretchen Merrill  | États-Unis |

### Couples
| Rang | Nom                                  | Pays       |
| ---- | ------------------------------------ | ---------- |
| 1    | Suzanne Morrow / Wallace Distelmeyer | Canada     |
| 2    | Yvonne Sherman / Robert Swenning     | États-Unis |
| 3    | Karol Kennedy / Peter Kennedy        | États-Unis |
| 4    | Sheila Smith / Ross Smith            | Canada     |

### Danse sur glace
| Rang    | Nom                               | Pays       |
| ------- | --------------------------------- | ---------- |
| 1       | Lois Waring / Walter Bainbridge   | États-Unis |
| 2       | Ann Davies / Carleton Hoffner     | États-Unis |
| 3       | Marcella Willis / Frank Davenport | États-Unis |
| 4       | Renee Stein / Sidney Moore        | États-Unis |
| 5       | Joyce Perkins / William de Nance  | Canada     |
| Forfait | Marg Roberts / Bruce Hyland       | Canada     |